# Burramyidae
Burramyidae é uma família de marsupiais conhecidos como possums-pigmeus.

## Classificação
- Família Burramyidae Broom, 1898
  - Gênero Burramys Broom, 1895
    - Burramys parvus Broom, 1896
    - †Burramys wakefieldi
    - †Burramys tridactylus
    - †Burramys brutyi

  - Gênero Cercartetus Gloger, 1841
    - Cercartetus caudatus (Milne-Edwards, 1877)
    - Cercartetus concinnus (Gould, 1845)
    - Cercartetus lepidus (Thomas, 1888)
    - Cercartetus nanus (Desmarest, 1818)